# Miguel Moreno
Miguel Moreno (* 1596 (?) in Villacastín; † 1655 (?) in Rom) war ein spanischer Schriftsteller des Siglo de Oro.

## Leben
Obwohl er in Villacastín geboren wurde, schrieb Juan Pérez de Montalbán in Para todos, dass er aus Madrid stamme. Er war Notar am königlichen Hof und Sekretär von König Philipp IV von Spanien, sowie Sekretär des Herzogs von Béjar. Dieser schickte ihn in einer Gesandtschaft zusammen mit Fray Domingo Pimentel, dem Bischof von Córdoba, und Juan Carrillo y Chumacero nach Rom, um dem Papst das berühmte Memorial über die Exzesse, die dort an den  Spaniern begangen worden waren, vorzulegen. Es ist gut möglich, dass er dies Memorial selbst verfasst hatte.  Gesichert ist seine Verfasserschaft für zwei höfische Romane, La desdicha en la constancia und El cuerdo amante (1628). Weit später erschien posthum seine Sammlung von zweihundert Epigrammen Flores de España cultivadas en Roma (1735).